# Temporada 1969-70 de l'NBA
La temporada 1969-70 de l'NBA fou la 24a en la història de l'NBA. New York Knicks fou el campió després de guanyar a Los Angeles Lakers per 4-3.

## Classificacions
- Divisió Est

| Equip              | V  | D  | %V   | P  |
| ------------------ | -- | -- | ---- | -- |
| New York Knicks C  | 60 | 22 | ,732 | -  |
| Milwaukee Bucks    | 56 | 26 | ,683 | 4  |
| Baltimore Bullets  | 50 | 32 | ,610 | 10 |
| Philadelphia 76ers | 42 | 40 | ,512 | 18 |
| Cincinnati Royals  | 36 | 46 | ,439 | 24 |
| Boston Celtics     | 34 | 48 | ,415 | 26 |
| Detroit Pistons    | 31 | 51 | ,378 | 29 |

- Divisió Oest

| Equip                  | V  | D  | %V   | P  |
| ---------------------- | -- | -- | ---- | -- |
| Atlanta Hawks          | 48 | 34 | ,585 | -  |
| Los Angeles Lakers     | 46 | 36 | ,561 | 2  |
| Phoenix Suns           | 39 | 43 | ,476 | 9  |
| Chicago Bulls          | 39 | 43 | ,476 | 9  |
| Seattle SuperSonics    | 36 | 46 | ,439 | 12 |
| San Francisco Warriors | 30 | 52 | ,366 | 18 |
| San Diego Rockets      | 27 | 55 | ,329 | 21 |

* V: Victòries
* D: Derrotes
* %V: Percentatge de victòries
* P: Diferència de partits respecte al primer lloc
* C: Campió

## Estadístiques
| Categoria                   | Jugador        | Equip               | Mitjana/% |
| --------------------------- | -------------- | ------------------- | --------- |
| Punts per partit            | Jerry West     | Los Angeles Lakers  | 31.2      |
| Rebots per partit           | Elvin Hayes    | San Diego Rockets   | 16.9      |
| Assistències per partit     | Lenny Wilkens  | Seattle SuperSonics | 9.1       |
| Percentatge de tirs de camp | Johnny Green   | Cincinnati Royals   | 55.9      |
| Percentatge de tirs lliures | Flynn Robinson | Milwaukee Bucks     | 89.8      |

## Premis
- MVP de la temporada
  -  Willis Reed (New York Knicks)

- Rookie de l'any
  -  Kareem Abdul-Jabbar (Milwaukee Bucks)

- Entrenador de l'any
  -  Red Holzman (New York Knicks)

- Primer quintet de la temporada
  - Billy Cunningham, Philadelphia 76ers
  - Jerry West, Los Angeles Lakers
  - Walt Frazier, New York Knicks
  - Connie Hawkins, Phoenix Suns
  - Willis Reed, New York Knicks

- Segon quintet de la temporada
  - Gus Johnson, Baltimore Bullets
  - John Havlicek, Boston Celtics
  - Kareem Abdul-Jabbar, Milwaukee Bucks
  - Lou Hudson, Atlanta Hawks
  - Oscar Robertson, Cincinnati Royals

- Millor quintet de rookies
  - Dick Garrett, Los Angeles Lakers
  - Mike Davis, Baltimore Bullets
  - Jo Jo White, Boston Celtics
  - Kareem Abdul-Jabbar, Milwaukee Bucks
  - Bob Dandridge, Milwaukee Bucks

- Primer quintet defensiu
  - Dave DeBusschere, New York Knicks
  - Gus Johnson, Baltimore Bullets
  - Willis Reed, New York Knicks
  - Walt Frazier, New York Knicks
  - Jerry West, Los Angeles Lakers

- Segon quintet defensiu
  - Bill Bridges, Atlanta Hawks
  - Kareem Abdul-Jabbar, Milwaukee Bucks
  - John Havlicek, Boston Celtics
  - Joe Caldwell, Atlanta Hawks
  - Jerry Sloan, Chicago Bulls